# Gesprek met de minister-president
Het Gesprek met de minister-president is een programma van de NOS waarin elke vrijdagavond een politiek verslaggever een kort gesprek houdt met de minister-president van Nederland, of met de vicepremier als die verhinderd is, over politieke gebeurtenissen van de afgelopen week. De gewoonte om de minister-president elke vrijdagavond met de pers te laten praten, in zowel een persconferentie als een studiogesprek voor radio en tv, stamt uit 1970 en was een initiatief van Piet de Jong (premier van 1967 tot 1971).
In 2017 besloot de NOS de interviews te laten afnemen door eigen presentatoren; voordien ondervroegen ook interviewers van andere omroepen (zoals Paul Witteman, Karel van de Graaf, Tijs van den Brink, Sven Kockelmann en Pieter Jan Hagens) de minister-president. De huidige presentatoren zijn (afwisselend) Xander van der Wulp, Mariëlle Tweebeeke en Arjan Noorlander.
De interviews vinden plaats in een studio bĳ ProDemos in Den Haag en de opnames vinden enkele uren voor de uitzending plaats. ‘s Avonds tegen 18.45 uur direct na EenVandaag wordt het gesprek uitgezonden op NPO 1.
Ook op de radio is er een wekelijks gesprek met de minister-president dat wordt uitgezonden in het programma Met het Oog op Morgen op NPO Radio 1. Wilma Borgman is de vaste presentator.